# 綺麗展覧会
「綺麗展覧会」は、喜多尚江による漫画。「花とゆめ」において1999年2号・8号、「花とゆめSTEP増刊」において5月1日号で連載された。全3話。「綺麗なもの」を描く少年画家と女子高生の日常を描く。

## あらすじ
ある冬の日、両親を亡くした女子高生・小川綺羅のアパートに謎の少年・烏丸怜太郎が落ちてきた。怜太郎は「綺麗なもの」を喰らう魔物に懐かれており、日々「綺麗なもの」を探し回っている。怜太郎は綺羅の心にある「綺麗なもの」を絵に描くため、綺羅が経営しているアパートに住みつくことになるが…。

## 登場人物
小川 綺羅（おがわ きら）
主人公。剣道部に所属している16歳の女子高生。部活の先輩である優に片想いしていたが、優が砂織と付き合い始めたため、その気持ちを押し殺そうとする。そんな時に怜太郎と出会い、気持ちを絵に描いてもらうことによって吹っ切れた。今は怜太郎のことが好き。両親の形見であるアパートを経営しているが、今のところ住居者は綺羅自身と兄の光、そして怜太郎のみである。怜太郎が家賃を払わない上魔物に建物をしょっちゅう壊されるのでかなり迷惑している。正体も知れない魔物に対して怒鳴り散らすというすごい性格。里子に幾度となく嫌がらせをされたことがある。
烏丸 怜太郎（からすまる れいたろう）
綺羅のアパートに住んでいる天才少年画家。魔物に懐かれているため、魔物が「綺麗なもの」そのものを食べないようにそれを絵に描いて食べさせている。絵を描くときは黒い着物を着ているが、普段もその服装が多い（学校では制服のブレザー）。綺羅と初めて会った時は魔物に報酬として翼を貰ったが魔物に襲われてアパートに落ちてきた（その翼は魔物に喰われて消滅した）。綺羅の気持ちを絵に描くとき絵具を皿ごと投げつけたりして描いていたため、部屋がすごいことになっていた。顔が女の子のようだが、本人はその顔を嫌っている。人に対しては優しいが、一度「綺羅の体と顔を絵に描いてお金と交換させたら10円ぐらい」とかなり失礼な発言をした。親切すぎるため、給料を困っている人（欲しい物があるけど金がないと愚痴をこぼしている人）にあげてしまう。そのため一度も家賃を払っていない（一度目は収入用に描いた絵を魔物に壊されてしまったせいでもある）。
魔物
怜太郎に懐いている魔物。普段カラスの姿をしているため綺羅は「カラス」と言っているが、実はカラスであるかどうかすらわからない。カラスの姿だけではなく、一つ目の大蛇や人間の姿にもなる。人間の姿になる時はたいていお腹が空いている時であり、餌である「綺麗なもの」に襲い掛かる。「綺麗なもの」と引き換えに願い事を一つだけ叶えることができる（ただしそれは美しさにもよる）。人間の姿は長い白髪に金色の目で、妙な白っぽい服。
小島 優（こじま ゆう）
綺羅の部活の先輩で、砂織と付き合っている。綺羅の片想いの相手。
砂織（さおり）
優と付き合っている。
小川 光（おがわ ひかる）
綺羅の兄で、刑事をしている。死んだ両親から綺羅を任されている責任があるため、怜太郎をアパートから追い出そうとした。綺羅が怜太郎を好いていることを見透かしていた。結局は怜太郎をアパートに住ませることを許したようだ。
新宮寺 里子（しんぐうじ さとこ）
綺羅の学校で、校内一の美人と言われている。男子にもてるのだが、毎回ひどい方法でふっている（目の前でラブレターを破り捨てるなど）。そのことで恨みを買って硫酸を投げつけられそうになったことすらある。見かけにだまされず「本当の自分」を見てほしかった。自分を心と同じ醜い姿にしてもらおうとしたが、「今の心はその体と顔で作られたものだからそれ以外ない」と言われた。綺羅の亡き母に似ているらしい。綺羅は里子を「見かけ通りに美人で正直で口が悪くて性格悪い」と思っていた。

## 100万＄KISS
単行本「綺麗展覧会」に併録された短編。中国へ返還前の香港を舞台にした恋愛モノ。

### ストーリー
フリー記者の弘坂有人はある時、収入である一千万円を雷麗にぶつかられて落としてしまった。雷麗は婚約者であるレオン ルァンに会うため港にやってきて、色々と有人の世話になる。

### 登場人物
弘坂 有人（こうさか ありと）
27歳のフリー記者。売れる記事を取るのが上手いがかなり高い値段でしか売らない。好きな女性が自分の兄と結婚してしまったので、雷麗と付き合うのに抵抗を感じている。
雷麗（レイリー）
中国人の父と日本人の母を持つ16歳の少女。アメリカ名はレイ サンダー。レオン ルァンと婚約したが、レオンと普通の女の子として会って好きになれるか確かめに家出した。しかしロンドンへ行こうとしたが何を間違ったのか香港に来てしまい、その後はトンガに行こうとしていた大迷子。だがレオンが香港に来ていると知って計画を実行（有人にかなり助けてもらった）。レオンの所に行ったが、その後自分は有人が好きなのだと気付いた。最後にはルァン家の麻薬密売が世に知られ結婚は破談した。
レオン ルァン
32歳の青年実業家。国籍はイギリスでイギリス人の父と中国人の母を持つ。麻薬の密売ルートを部下に荒らされたためその部下を探すため香港にやってきた。麻薬密売の記事を有人に書かれて100万US＄で買い取ろうとしたが、その記事をヘリでばらまかれて、麻薬密売もやめることになった。